# Wehra

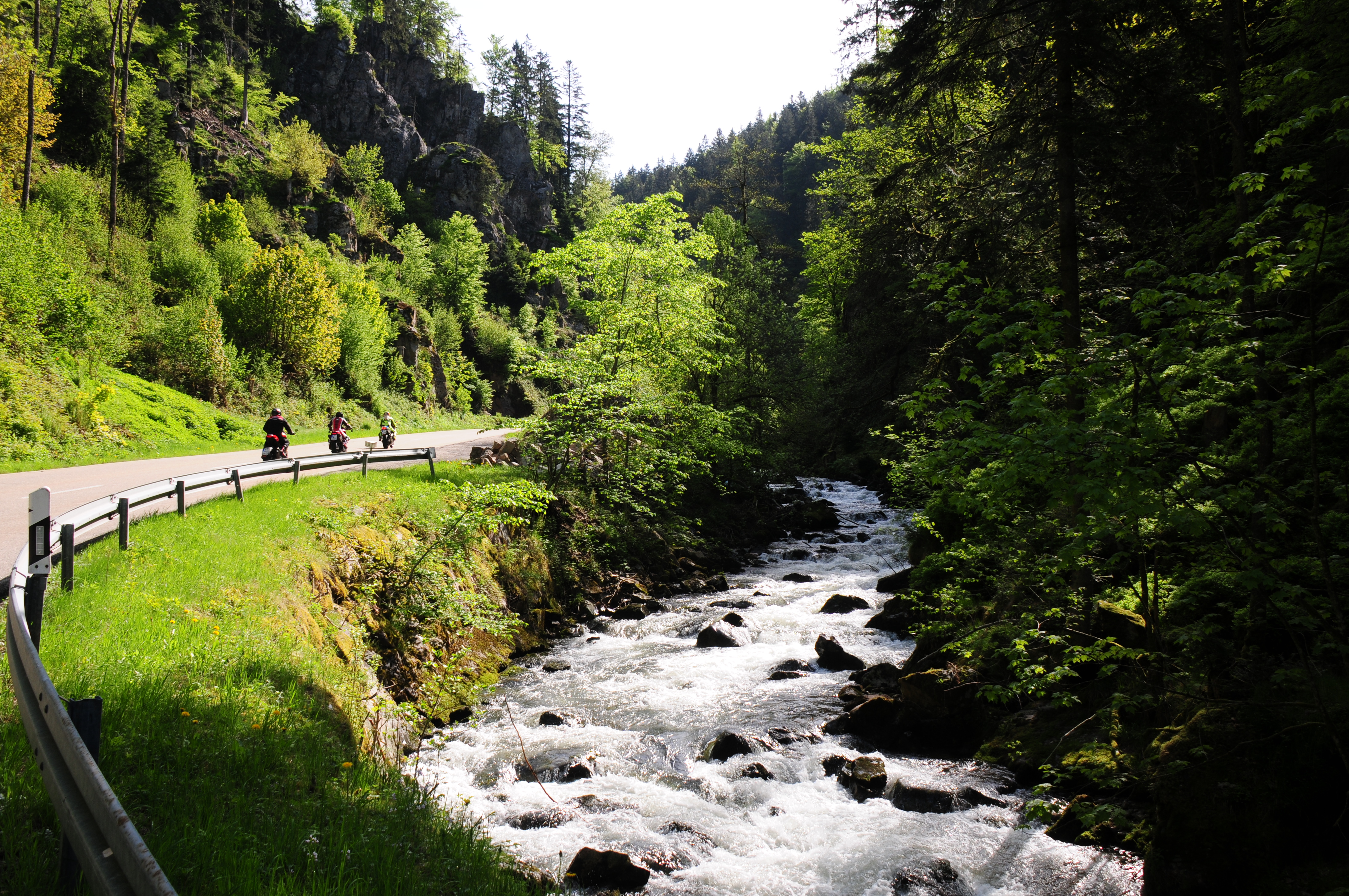
El río Wehra con una pista de bicicletas (en la izquierda).

El río Wehra es un río en la Selva Negra Meridional en Baden-Wurtemberg, Alemania, y afluente derecho del Rin.
El sendero temático de atracciones del valle del Wehra (nombre local: Themenpfad Wehratal-Erlebnispfad) va a lo largo de la orilla del río desde su manantial hasta su desembocadura. El sendero comienza a una altitud de 1108 m y después de un trayecto de 31 km, o sea un paseo de unas 7 horas, llega a su punto más bajo a 281 m.